# Sklovatka rudá
Sklovatka rudá (Daudebardia rufa) je druh suchozemského plže z čeledi Oxychilidae patřící mezi tzv. poloslimáky. Řadí se do kmene měkkýšů (Mollusca) a třídy plžů (Gastropoda). Dožívá se přibližně dvou let.

## Popis
Tělo má dlouhé 16–20 mm. Tělo má modrošedou barvu. Ulita je velmi malá, zakrnělá, lesklá, velká asi 2 mm a vzhledem ke své velikosti se do ní plž nemůže zatáhnout. Má přibližně tři závity. Je to dravý masožravec lovící převážně žížaly, nymfy hmyzu a malé hlemýždě. Je rozšířena ve střední a jižní Evropě (např. Bulharsko, Česko, Slovensko, Ukrajina a další), ve Švýcarsku a Bavorsku je považována za ohrožený druh.

## Místa výskytu
Vyskytuje se převážně pod kameny, v horských a podhorských lesích, poblíž vody.